# Ancona Calcio 1993-1994
Questa voce raccoglie le informazioni riguardanti l'Ancona Calcio nelle competizioni ufficiali della stagione 1993-1994.

## Stagione
Nella stagione 1993-1994 l'Ancona di Vincenzo Guerini disputa il campionato di Serie B, raccoglie 39 punti e si piazza in ottava posizione. Un campionato molto regolare, sempre ancorato a centroclassifica, senza correre rischi e senza velleità di promozione. Molto meglio ha fatto la squadra dorica nella Coppa Italia, dove è arrivata a sorpresa per la prima volta alla finale del trofeo, persa nel doppio confronto contro la Sampdoria, dopo aver eliminato dalla competizione tra le altre il Napoli ed il Torino. Protagonista di questa stagione biancorossa è stato Massimo Agostini autore di 21 reti, tre in Coppa Italia e 18 in campionato, dove ha vinto la classifica dei marcatori, davanti a Oliver Bierhoff e Gabriel Batistuta. Molto bene e in doppia cifra con 11 reti anche Nicola Caccia.

## Rosa
| N. |                           | Ruolo | Calciatore          |
| -- | ------------------------- | ----- | ------------------- |
|    | Italia (bandiera)         | A     | Massimo Agostini    |
|    | Italia (bandiera)         | P     | Andrea Armellini    |
|    | Italia (bandiera)         | C     | Marco Arno          |
|    | Italia (bandiera)         | D     | Andrea Bruniera     |
|    | Italia (bandiera)         | A     | Nicola Caccia       |
|    | Italia (bandiera)         | C     | Paolo Cangini       |
|    | Italia (bandiera)         | A     | Eupremio Carruezzo  |
|    | Italia (bandiera)         | D     | Felice Centofanti   |
|    | Cecoslovacchia (bandiera) | C     | Miloš Glonek        |
|    | Italia (bandiera)         | C     | Gianluca De Angelis |
|    | Italia (bandiera)         | D     | Stefano Fontana     |

| N. |                   | Ruolo | Calciatore            |
| -- | ----------------- | ----- | --------------------- |
|    | Italia (bandiera) | C     | Massimo Gadda         |
|    | Italia (bandiera) | A     | Gianluca Hervatin     |
|    | Italia (bandiera) | D     | Maurizio Lizzani      |
|    | Italia (bandiera) | C     | Fabio Lupo            |
|    | Italia (bandiera) | D     | Salvatore Mazzarano   |
|    | Italia (bandiera) | P     | Alessandro Nista      |
|    | Italia (bandiera) | C     | Nicola Ragagnin       |
|    | Italia (bandiera) | C     | Marco Pecoraro Scanio |
|    | Italia (bandiera) | D     | Sean Sogliano         |
|    | Italia (bandiera) | C     | Stefano Turchi        |
|    | Italia (bandiera) | C     | Sebastiano Vecchiola  |

## Risultati

### Campionato

#### Girone di andata
| Arbitro: | Chiesa (Milano) |

|            |           |            |
| Lunini 45’ | Marcatori | 65’ Caccia |

| Ancona 5 settembre 1993 2ª giornata | Ancona                                 | 0 – 0 | Vicenza | Stadio del Conero\| Arbitro: \| Pellegrino (Barcellona Pozzo di Gotto) \| |
| Arbitro:                            | Pellegrino (Barcellona Pozzo di Gotto) |       |         |                                                                           |

| Arbitro: | Franceschini (Bari) |

|                         |           |  |
| Gadda 44’ Vecchiola 83’ | Marcatori |  |

| Arbitro: | Pairetto (Nichelino) |

|                                              |           |                                |
| Gautieri 9’ (rig.) Protti 14’ Joao Paulo 62’ | Marcatori | 65’ (rig.) Agostini 78’ Caccia |

| Arbitro: | Borriello (Mantova) |

|                     |           |               |
| Agostini 81’ (rig.) | Marcatori | 73’ Galderisi |

| Arbitro: | Bolognino (Milano) |

|  |           |                     |
|  | Marcatori | 72’ (rig.) Agostini |

| Arbitro: | Boggi (Salerno) |

|                                         |           |  |
| Centofanti 51’ Agostini 70’ (rig.), 80’ | Marcatori |  |

| Arbitro: | Trentalange (Torino) |

|                                                        |           |  |
| Cerbone 48’ Bortoluzzi 52’ Petrachi 72’ Campilongo 90’ | Marcatori |  |

| Arbitro: | Braschi (Prato) |

|                                                  |           |               |
| Caccia 50’ Centofanti 63’ Agostini 78’ Gadda 90’ | Marcatori | 84’ Scarafoni |

| Arbitro: | Rosica (Roma) |

|                                     |           |                |
| Sabau 19’ (rig.), 65’ Schenardi 88’ | Marcatori | 56’ Centofanti |

| Ancona 14 novembre 1993 11ª giornata | Ancona        | 0 – 0 | Fidelis Andria | Stadio del Conero\| Arbitro: \| Lana (Torino) \| |
| Arbitro:                             | Lana (Torino) |       |                |                                                  |

| Arbitro: | Treossi (Forlì) |

|                       |           |            |
| De Angelis 35’ (aut.) | Marcatori | 72’ Caccia |

| Arbitro: | Franceschini (Bari) |

|                     |           |  |
| Agostini 29’ (rig.) | Marcatori |  |

| Arbitro: | Arena (Ercolano) |

|                                  |           |  |
| Batistuta 42’, 90’ Effenberg 73’ | Marcatori |  |

| Arbitro: | Borriello (Mantova) |

|                                 |           |                     |
| Massara 19’ Ferretti 86’ (rig.) | Marcatori | 55’ (rig.) Agostini |

| Arbitro: | Cardona (Milano) |

|                    |           |  |
| Vecchiola 64’, 88’ | Marcatori |  |

| Arbitro: | Pellegrino (Barcellona Pozzo di Gotto) |

|                          |           |            |
| Artistico 45’ Radice 83’ | Marcatori | 74’ Caccia |

| Arbitro: | Fucci (Salerno) |

|                                               |           |                     |
| Caccia 15’ Agostini 20’ (rig.) Centofanti 86’ | Marcatori | 68’ (rig.) Rastelli |

| Arbitro: | Bolognino (Milano) |

|            |           |                     |
| Di Dio 57’ | Marcatori | 62’ (rig.) Agostini |

#### Girone di ritorno
| Arbitro: | Pacifici (Roma) |

|                        |           |                          |
| Agostini 3’ Caccia 14’ | Marcatori | 67’ Pessotto 83’ Inzaghi |

| Arbitro: | Dinelli (Lucca) |

|                           |           |           |
| A. Briaschi 5’ Valoti 88’ | Marcatori | 90’ Gadda |

| Arbitro: | Ceccarini (Livorno) |

|            |           |          |
| Chiesa 88’ | Marcatori | 72’ Lupo |

| Arbitro: | Cesari (Genova) |

|                                     |           |              |
| Vecchiola 37’ Lupo 42’ Agostini 85’ | Marcatori | 87’ Gautieri |

| Padova 20 febbraio 1994 24ª giornata | Padova          | 0 – 0 | Ancona | Stadio Silvio Appiani\| Arbitro: \| Treossi (Forlì) \| |
| Arbitro:                             | Treossi (Forlì) |       |        |                                                        |

| Arbitro: | Racalbuto (Gallarate) |

|              |           |           |
| Agostini 17’ | Marcatori | 81’ Vieri |

| Arbitro: | Bazzoli (Merano) |

|  |           |              |
|  | Marcatori | 74’ Agostini |

| Arbitro: | Bonfrisco (Monza) |

|                         |           |                             |
| Agostini 28’ Caccia 85’ | Marcatori | 45’ Vanoli 62’, 82’ Cerbone |

| Cesena 27 marzo 1994 28ª giornata | Cesena          | 0 – 0 | Ancona | Stadio Dino Manuzzi\| Arbitro: \| Dinelli (Lucca) \| |
| Arbitro:                          | Dinelli (Lucca) |       |        |                                                      |

| Arbitro: | Baldas (Trieste) |

|                                 |           |                     |
| Agostini 29’, 69’ Vecchiola 39’ | Marcatori | 15’ Giunta 89’ Hagi |

| Andria 9 aprile 1994 30ª giornata | Fidelis Andria  | 0 – 0 | Ancona | Stadio Comunale\| Arbitro: \| Bettin (Padova) \| |
| Arbitro:                          | Bettin (Padova) |       |        |                                                  |

| Arbitro: | Bonfrisco (Monza) |

|               |           |                  |
| Vecchiola 50’ | Marcatori | 79’ (rig.) Muzzi |

| Arbitro: | Arena (Ercolano) |

|              |           |            |
| Maiellaro 1’ | Marcatori | 29’ Caccia |

| Arbitro: | Rosica (Roma) |

|            |           |           |
| Caccia 90’ | Marcatori | 45’ Luppi |

| Arbitro: | Collina (Viareggio) |

|                           |           |  |
| Hervatin 75’ Agostini 90’ | Marcatori |  |

| Arbitro: | Amendolia (Messina) |

|                |           |  |
| Zanoncelli 45’ | Marcatori |  |

| Arbitro: | Dinelli (Lucca) |

|                |           |               |
| De Angelis 90’ | Marcatori | 58’ Valtolina |

| Arbitro: | Nepi (Viterbo) |

|                               |           |  |
| Mazzarano 28’ (aut.) Paci 33’ | Marcatori |  |

| Arbitro: | Baldas (Trieste) |

|             |           |              |
| Hervatin 1’ | Marcatori | 41’ Sorbello |

## Coppa Italia
| Arbitro: | Quartuccio (Torre Annunziata) |

|  |           |                           |
|  | Marcatori | 95’ Vecchiola 109’ Caccia |

| Napoli 6 ottobre 1993 2º turno - Andata | Napoli          | 0 – 0 | Ancona | Stadio San Paolo\| Arbitro: \| Dinelli (Lucca) \| |
| Arbitro:                                | Dinelli (Lucca) |       |        |                                                   |

| Arbitro: | Nicchi (Arezzo) |

|                             |           |                                 |
| Gadda 12’ Agostini 21’, 61’ | Marcatori | 71’ Caruso 86’ (aut.) Mazzarano |

| Arbitro: | Pacifici (Roma) |

|                |           |  |
| Centofanti 90’ | Marcatori |  |

| Arbitro: | Rodomonti (Teramo) |

|                         |           |                                    |
| Fresta 16’ De Marco 36’ | Marcatori | 33’ De Angelis 80’ (rig.) Agostini |

### Quarti di Finale
| Venezia 5 gennaio 1994 Andata | Venezia          | 0 – 0 | Ancona | Stadio Pierluigi Penzo\| Arbitro: \| Arena (Ercolano) \| |
| Arbitro:                      | Arena (Ercolano) |       |        |                                                          |

| Arbitro: | Amendolia (Messina) |

|                           |           |  |
| Vecchiola 14’, 76’ (rig.) | Marcatori |  |

### Semifinale
| Arbitro: | Baldas (Trieste) |

|              |           |  |
| Agostini 22’ | Marcatori |  |

| Torino 24 febbraio 1994 Ritorno | Torino          | 0 – 0 | Ancona | Stadio delle Alpi\| Arbitro: \| Bettin (Padova) \| |
| Arbitro:                        | Bettin (Padova) |       |        |                                                    |

### Finale
| Ancona 6 aprile 1994 Andata | Ancona               | 0 – 0 | Sampdoria | Stadio del Conero\| Arbitro: \| Trentalange (Torino) \| |
| Arbitro:                    | Trentalange (Torino) |       |           |                                                         |

| Arbitro: | Luci (Firenze) |

|                                                                                              |           |          |
| Vecchiola 50’ (aut.) Lombardo 58’, 75’ Vierchowod 65’ Bertarelli 80’ (rig.) Evani 85’ (rig.) | Marcatori | 72’ Lupo |